# ساحة الصفاة (الرياض)
ساحة الصفاة تُعرف أيضًا باسم ساحة الديرة هي الساحة المقابلة لجامع الإمام تركي بن عبد الله المعروف بالجامع الكبير في مدينة الرياض في منطقة قصر الحكم التي تمثل الرياض القديمة، ويتم فيها تنفيذ أحكام القصاص الصادرة من المحكمة الكبرى بعد صلاة الجمعة. تقع الساحة في الجهة الغربية من قصر الحكم ومن قصر المصمك. تعد ساحة الصفاة من الأماكن التي لها تاريخ حافل بالدولة السعودية وتعتبر من أبرز المعالم السياحية والتاريخية بمدينة الرياض.

## الجوائز
في عام 2002م اختارت جمعية المعمارين الدنماركية ساحات منطقة قصر الحكم بمدينة الرياض التي نفذتها الهيئة العليا لتطوير مدينة الرياض، ضمن أفضل الساحات في العالم وذلك في كتاب «الساحات الجديدة للمدن» الذي أصدرته الجمعية، وتضمن 39 ساحة شهيرة في تسع مدن كبرى حول العالم جميعها من القارة الأوروبية والأميركية ما عدا ساحات: ميدان العدل، وساحة الإمام محمد بن سعود، وساحة الصفاة بالرياض، على اعتبارها أفضل ساحات في العالم لمميزاتها العمرانية.

## وصلات خارجية
- ساحة الصفاة .. في حدها الحد بين الجد واللعب.
- ساحة الصفاة .. رمز لأحداث تاريخية ومعلم عصري.